# Carl Theodor Welcker
Carl Theodor Georg Philipp Welcker (n. 29 martie 1790, Homberg, Hessa, Germania – d. 10 martie 1869, Heidelberg, Marele Ducat de Baden) a fost un om de știință și un politician liberal german.